# 水平丛
在数学微分几何领域，给定
π:E→M,
是光滑流形 M 上一个光滑纤维丛，则 E 的铅直丛 VE 是切丛 TE 的一个子丛，由与 E 在 M 上的纤维相切的切向量组成。一个水平丛（horizontal bundle）则是特别地选取 TE 的一个子丛使其为 VE 的补丛，换句话说，在每个纤维给出一个补空间。
完全一般地，水平丛概念是表述纤维丛上埃雷斯曼联络的一种途径。但这个概念经常用于更确定的情形。
更具体的，如果 e ∈ E 满足
π(e)=x ∈ M，
则在 e 处铅直空间（vertical space） VeE 是纤维 Ex 穿过 e 的切空间 Te(Ex)。一个水平丛则确定了一个水平空间（horizontal space）HeE 使得 TeE 是 VeE 与 HeE 的直和。
如果 E 是一个主 G-丛则水平丛通常要求为 G-等变；更多细节参见联络。特别地，当 E 是标架丛便是这种情形，标架丛是流形的切空间的所有标架，而 G = GLn。